# Iqualadelphis
Iqualadelphis — вимерлий рід опосумів (Didelphimorphia), що жили у верхній крейді Північної Америки (Альберта, Юта).